# Nouvelle Imprimerie Laballery
Nouvelle Imprimerie Laballery est une imprimerie française fondée en 1924 à Clamecy, dans la Nièvre, spécialisée dans l'impression de livres. Depuis 1993, la société est une Société coopérative et participative.

## Histoire
L'entreprise est créée en 1924 par la famille Laballery à Clamecy, dans la Nièvre.
En 1993, l'entreprise dépose le bilan et est reprise par ses salariés sous forme de Société coopérative et participative. La Scop adopte alors le nom de Nouvelle imprimerie Laballery.
En 2007, l'entreprise investit dans une ligne d'impression numérique de livres, entièrement automatisée, à l'époque unique en Europe.
En 2015, elle investit dans une nouvelle ligne d'impression numérique, Sigma, destinée à imprimer ou réimprimer des livres en petites séries.
En 2016, la Scop qui compte alors 69 salariés rachète l'imprimeur mayennais Floch, en redressement judiciaire, qui compte 86 salariés.
En 2019, l'entreprise investit dans une nouvelle ligne d'impression numérique jet d’encre.

## Production
En 2016, l'entreprise revendique 12 % du marché français de l'impression de livres monochromes.
En 2024, l'entreprise imprime environ 10 tonnes de livres par jour, soit entre 15 et 20 millions de livres par an.

## Organisation coopérative
En 2024, les salariés détiennent 100 % du capital de l'entreprise. Ils élisent en assemblée générale les membres du conseil d'administration, qui prennent les grandes décisions concernant le projet de l'entreprise.

## Directions

### Présidence du Conseil d'administration
- David Perrain (Depuis 2012)[8].

### Direction générale
- Gilles Mure-Ravaud (2013-2014)[9].
- David Perrain (2014-2015)[8]
- Hubert Pedurand (depuis 2015)[2]